# Dochmonota clancula
Dochmonota clancula är en skalbaggsart som först beskrevs av Wilhelm Ferdinand Erichson 1837.  Dochmonota clancula ingår i släktet Dochmonota, och familjen kortvingar. Arten är reproducerande i Sverige.